# Molesme
Molesme é uma comuna francesa na região administrativa da Borgonha-Franco-Condado, no departamento de Côte-d'Or. Estende-se por uma área de 28 km². Em 2010 a comuna tinha 269 habitantes (densidade: 9,6 hab./km²).